# Karl Ehn
Karl Ehn (* 1. November 1884 in Wien; † 26. Juli 1959 ebenda) war ein österreichischer Architekt. Er ist der prominenteste Vertreter des sogenannten Wiener „Gemeindebaustils“.

## Leben
Karl Ehn war der einzige Sohn des aus Niederösterreich stammenden Tischlers Martin Ehn und dessen Frau Aloisia Tulich. Er besuchte 1899–1904 die Staatsgewerbeschule in Wien und studierte anschließend von 1904 bis 1907 an der Akademie der bildenden Künste Wien bei Otto Wagner. 1906 erhielt er den Rosenbaum-Preis, 1907 den Gundel- und Hagenmüller-Preis.
Ab 1909 war Ehn bis zu seiner Pensionierung beim Wiener Stadtbauamt beschäftigt, ab 1921 in führenden Funktionen. Er wurde 1924 Stadtbaurat und schuf in dieser Funktion mehrere große und stilprägende soziale Wohnbauten des Roten Wien. Auch nach den politischen Machtwechseln der 30er Jahre blieb Ehn in seiner Funktion, erhielt aber während des Ständestaates keine großen Bauaufträge mehr. 1938 und 1939 konnte er noch einige Wohnhäuser errichten, wurde 1944 Oberbaurat und schließlich Senatsrat. Sein letztes Bauwerk war der Karl Schönherr-Hof, der ab 1950 nach seiner Pensionierung entstand. Insgesamt hat Karl Ehn 2716 Wohnungen in Wien geschaffen.
Karl Ehn blieb zeit seines Lebens unverheiratet.
Er ruht in einem ehrenhalber gewidmeten Grab auf dem Lainzer Friedhof (Gruppe 3, Nummer 162) in Wien.

## Leistung
Karl Ehn war einer der erfolgreichsten Schüler von Otto Wagner. Von diesem übernahm er eine repräsentative Monumentalität, die er auf die sozialen Wohnbauten der sozialdemokratischen Wiener Stadtregierung anwendete und damit entscheidend zum typischen Gemeindebaustil des Roten Wiens mit dessen großen Wohnblöcken (Superblocks) beitrug. In diesem Gemeindebaustil verschmolzen sowohl moderne, zeitgenössische expressionistische wie auch heimische traditionelle Elemente. Dieser von einem selbstbewussten Pathos getragene Stil spiegelte das Selbstverständnis der damaligen österreichischen Sozialdemokratie wider, am vollkommensten in Ehns Hauptwerk, dem monumentalen und zur Legende gewordenen Karl-Marx-Hof in Wien-Döbling.
Karl Ehn hat ursprünglich Friedhofsbauten für den Wiener Zentralfriedhof in kubistischen Formen geschaffen, ging dann aber schon früh zum Wohnbau über, dem sein ganzes weiters Schaffen galt. Von Gartenstadtformen ausgehend, bildete er schrittweise über den Bebelhof zum Karl-Marx-Hof gelangend seinen typischen Stil aus. Nach dem Ende der sozialdemokratischen Stadtregierung wurden seine Bauten sehr einfach und schlicht.

## Werke

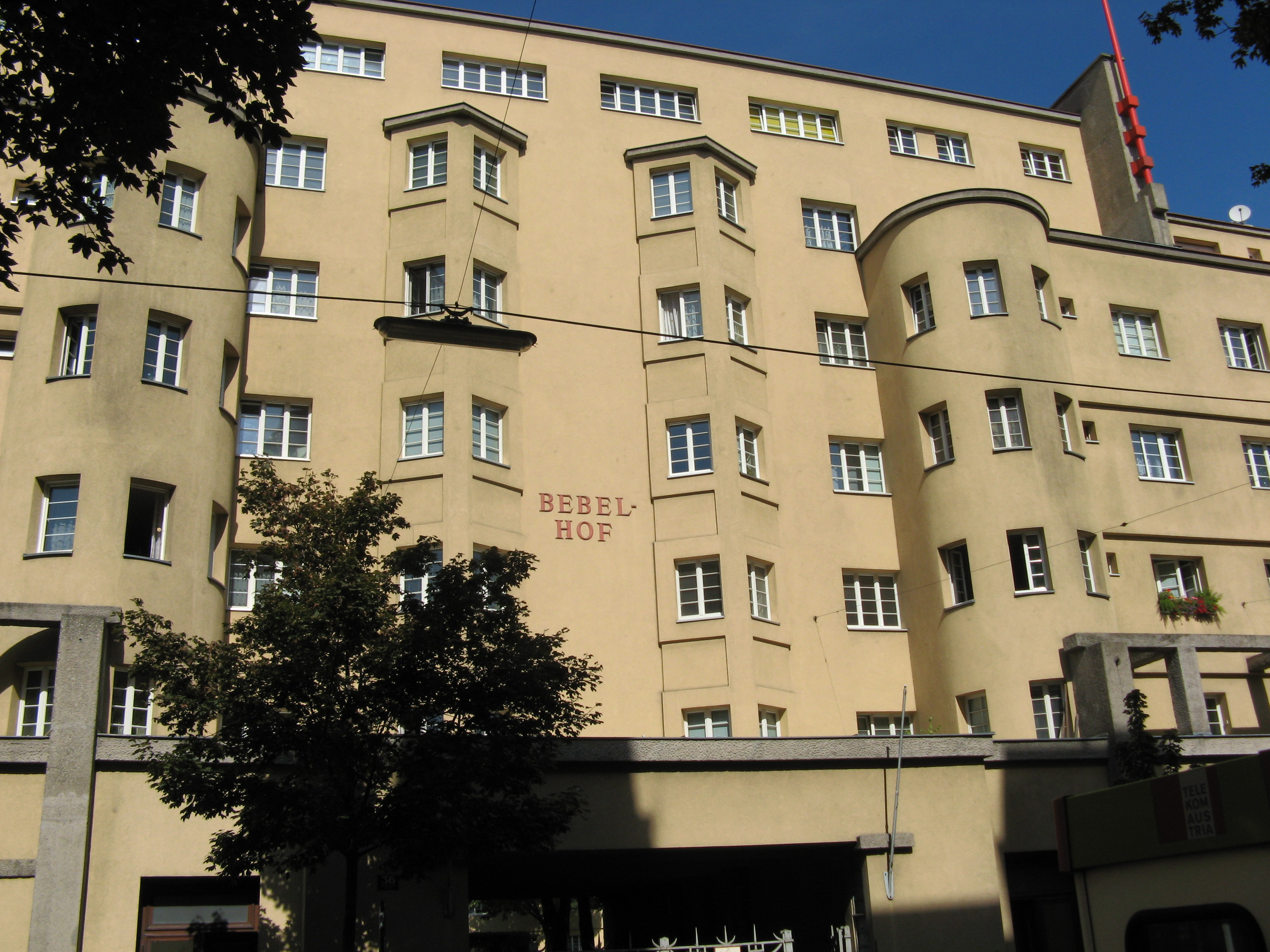
Bebelhof

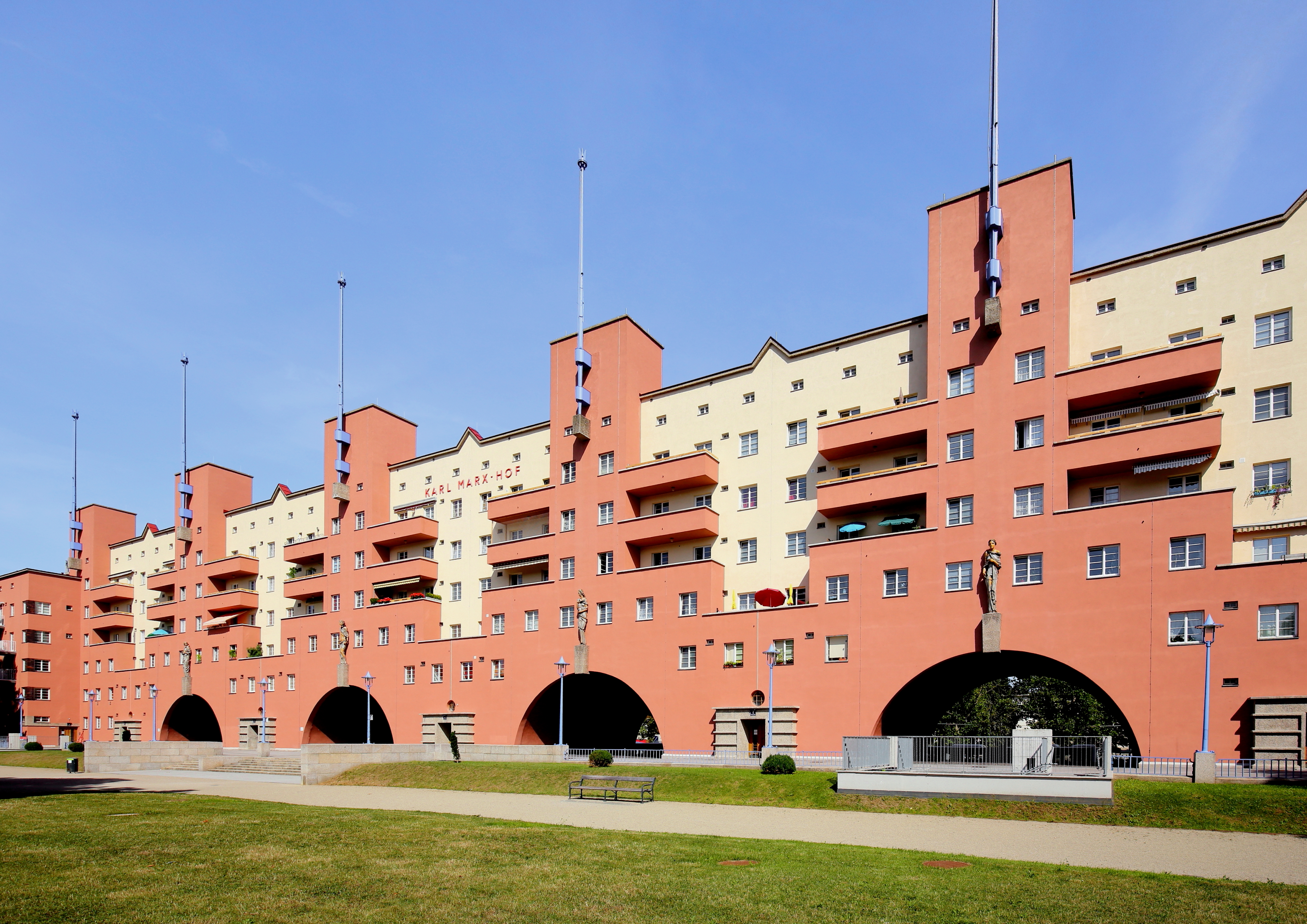
Mitteltrakt des Karl-Marx-Hofes

- Wohnhausanlage Balderichgasse 23–29, Wien 17 (1922–1924)
- Bediensteten-Wohnhäuser auf dem Wiener Zentralfriedhof (1923–1925)
- Siedlung Hermeswiese, Lynkeusgasse 2–84 und 3–75, Wien 13 (1923–1924)
- Aufbahrungshalle III auf dem Wiener Zentralfriedhof (1924–1926)
- Wohnhausanlage Lindenhof, Wien 18 (1924–1925)
- Wohnhausanlage Bebelhof, Wien 12 (1925–1926)
- Wohnhausanlage Szydzina-Hof, Wien 20 (1925–1926)
- Wohnhausanlage Svoboda-Hof, Wien 19 (1926)
- Wohnhausanlage Karl Marx Hof, Wien 19 (1926–1933)
- Wohnhausanlage Adelheid-Popp-Hof, Wien 16 (1932)
- Aufbahrungshalle auf dem Lainzer Friedhof, Wien 13/Lainz (1936)
- Volks- und Hauptschule Leopoldau, Wien 21 (1937)
- Familienasyl St. Elisabeth, Wien 16 (1937)
- Wohnhausanlage Reznicekgasse 18–22, Wien 9 (1937)
- Wohnhaus Hauslabgasse 24 und 25, Wien 5 (1938–1939)
- Wohn- und Pfarrhaus Wiedner Hauptstraße 103–105, Wien 5 (1938)
- Wohnhaus Kliebergasse/Gassergasse 22, Wien 5 (1938)
- Wohnhaus Wagnergasse (1939)
- Tankstelle Traisengasse 19, Wien 20 (1944)
- Wohnhausanlage Karl Schönherr-Hof, Wien 9 (1950–1952)